# Dansbol
Dansbol este o arie protejată (arie specială de conservare — SAC, sit de importanță comunitară — SCI) din Suedia întinsă pe o suprafață de 0,57 ha, integral pe uscat.

## Localizare
Centrul sitului Dansbol este situat la coordonatele 60°02′02″N 18°26′26″E / 60.0338°N 18.4405°E.

## Înființare
Situl Dansbol a fost declarat sit de importanță comunitară în aprilie 2004 pentru a proteja 1 specie de animale. Situl a fost protejat și ca arie specială de conservare în martie 2011.

## Biodiversitate
Situată în ecoregiunea boreală, aria protejată nu include niciun habitat protejat.
La baza desemnării sitului se află o specie protejată de  nevertebrate: Hypodryas maturna.